# Windsor Park
A Windsor Park a belfasti Linfield FC labdarúgó stadionja, mely a nemzeti válogatott mérkőzéseinek is otthont ad. Az 1905-ben épült létesítményben rendezik a kupadöntőket is.

## Története
A dél-belfasti Windsor városrészről elnevezett stadiont 1905-ben építették, és 1905. szeptember 2-án, a nyitómérkőzésen a Linfield 1-0-ra legyőzte városi riválisát, a vendég Glentorant.
A mai stadion nagy részét az 1930-as években alakították ki a skót építész, Archibald Leitch tervei alapján. A főlelátó (Grandstand vagy South Stand) és a szemben levő tribün, illetve a keleti kapu mögötti Railway End fedett stadionrészek voltak, a nyugati kapu mögötti Spion Kop pedig fedetlen állóhelyekből állt. Ebben az időben a létesítmény befogadóképessége elérte a 60 000 főt.
Az 1960-as évek elején a Railway End is ülőhelyes rész lett, a 70-es évek kezdetén pedig a South Stand és a Railway End közötti üres részt egy klubházzal egészítették ki. A 80-as- és 90-es években több változtatást is végrehajtottak, a Kop-ot is ülőhelyessé alakították, illetve az északi részt is felújították.

## Átépítés
2007-ben, a stadion rossz állapota miatt felmerült egy új létesítmény ötlete. Több tervezet is napvilágot látott, köztük egy többfunkciós (labdarúgásnak, rögbinek stb. is otthont adó) stadion építése az egykori Maze-börtön helyén, illetve egy új nemzeti stadion létesítése Belfast keleti részén, Sydenham-ban. A Maye-börtön helyére tervezett stadion ötletét a szurkolók tiltakozása miatt elvetették.
2009 szeptemberében az Északír labdarúgó-szövetség bejelentette, hogy inkább egy átépített Windsor Parkban rendezné a válogatott hazai mérkőzéseit. 2011-ben az az északír kormány 138 millió fontot különített el a stadionok rekonstrukciójára. Ebből 28 millió fontot a Windsor Park átépítésére, egy 20 000 ülőhelyes stadion kialakítására szántak.
2012-ben megjelentek a stadionrekonstrukció első tervei, mely szerint a Windsor Park egy 18 000 férőhelyes létesítmény lesz, amelynek munkálatai 2013 nyarában kezdődnek el. A terv magában foglalta a Railway End és a South Stand lebontását és új lelátókkal való helyettesítését, illetve az északi és nyugati részek teljes felújítását. Emellett konferenciatermeket és a labdarúgó-szövetség irodáinak is helyet adó részeket is terveztek.
2013 februárjában engedélyezték a tervezetet és megkezdődhetett 29,2 millió fontra becsült építkezés, mely kiadásból 25,2 milliót a kormány állt. A tervek szerint a munkálatok 2013 szeptemberében kezdődtek volna, azonban két hónap múlva a Crusaders FC a kormány nyújtotta támogatás jogi felülvizsgálatát kérte, mivel szerintük az nem egyezik az Európai Unió elveivel, és a Linfieldnek nyújtott állami segítségként értelmezhető. Egy május 22-én lezajlott meghallgatáson a Crusaders kérését pozitív elbírálásban részesítették, és az ítéletet hozó bíró szerint ténylegesen állami segítségnyújtás történt, versenyjogi szempontból azonban a beadvány nem állta meg a helyét.
2013 júliusában a Crusaders végül megállapodást kötött az érintettekkel. A megállapodás részletei azonban nem kerültek nyilvánosságra, a csapat közleményében csak az állt, hogy „az egész futball-családnak előnyei származnak belőle.” 2013 decemberében újra megindult a munka, és a tervek szerint 2015 novemberére elkészülhet a stadion.

## Nemzetközi mérkőzések
A Windsor Parkban játszott mérkőzések közül a válogatott szereplését kísérik a legtöbben figyelemmel. 1985-ben az Északír Labdarúgó-szövetség és a Linfield FC százéves megállapodást kötött, mely szerint a válogatott ebben a stadionban játszhatja hazai mérkőzéseit.
2005-ben a Windsor Parkban rendezték meg a döntőt, illetve két csoportmérkőzést az északír rendezésű U19-es labdarúgó-Európa-bajnokságon.
A férfi nemzeti válogatott mellett a különböző korosztályos válogatottak, illetve az északír női labdarúgó-válogatott is ebben a létesítményben játssza hazai mérkőzéseit.

## Rögbi
A stadion nem csak labdarúgó-mérkőzéseknek hanem rögbimeccseknek is otthont ad. 2000-ben a világbajnokság egyik helyszíneként az Írország–Szamoa találkozót is ebben a stadionban rendezték.